# آربونی گابریل
آربونی نولا گابریل (انگلیسی: R'Bonney Nola Gabriel) مدل، طراح لباس و ملکه زیبایی اهل آمریکا است که برنده ملکه زیبایی ایالات متحده آمریکا ۲۰۲۲ و در نهایت دوشیزه جهان ۲۰۲۲ شد.

## زندگی‌نامه
گابریل در هیوستون، تگزاس از پدری فیلیپینی، رمیجیو بونزون «آر. بون» گابریل و مادری آمریکایی به نام دانا واکر به دنیا آمد. او سه برادر بزرگتر دارد. پدر او در فیلیپین به دنیا آمد و اصالتاً اهل مانیل است. او در سن ۲۵ سالگی به ایالت واشینگتن مهاجرت کرد و مدرک دکترای خود را در رشته روان‌شناسی در دانشگاه کالیفرنیای جنوبی گرفت. مادر او اهل بومانت، تگزاس است.
گابریل از دانشگاه نورث تگزاس با مدرک لیسانس در طراحی مد فارغ‌التحصیل شد. او اکنون به عنوان طراح لباس‌های سازگار با محیط زیست و به عنوان یک مدل کار می‌کند.